# Syndesmica
Syndesmica é um gênero de traça pertencente à família Agonoxenidae.